# Hemidesmossomo
Hemidesmossomo é o resultado da divisão em dois do desmossomo, com cada parte pertencendo a uma célula filha presente na membrana basal. Os hemidesmossomos ou meio-desmossomos são semelhante ao desmossomo, porém ligam a membrana plasmática de uma célula à lâmina basal adjacente, por meio de filamentos de queratina que estão ligados à proteína de ancoramento plectina. Do mesmo modo que os contatos focais, os hemidesmossomos possuem integrinas. Estas proteínas se encontram agrupadas e seus domínios citosólicos se unem a filamentos intermediários de queratina (e não a filamentos tensores de actina). Os seus extracitosólicos, no entanto, se conectam a fibrilas de colágeno do tipo IV, existentes somente na lâmina basal. Está última conexão é mediada pela lamina. Além disso, nos hemidesmossomos, entre as integrinas e os filamentos de queratina, interpõe-se uma placa discoidal de 12 a 15 nm de espessura que contém uma proteína ligante chamada BP230, similar às desmoplaquinas do desmossomo.
Se os hemidesmossomos não fossem constituídos por filamentos de actina, a queratina iria se autodestruir em cada movimento mais aceralado do epitéllios conjuncionais.